# 迈克尔·舒马赫
迈克尔·舒马赫（德語：Michael Schumacher，德語發音：[ˈmɪçaʔeːl ˈʃuːmaxɐ] ⓘ，1969年1月3日—），或依德语译作米夏埃尔·舒马赫，德国赛車手，七屆一级方程式世界车手冠军，是有史以來最成功的一級方程式賽車手之一。舒馬克的職業生涯刷新了多項一級方程式的紀錄。此外，他還獲得91次分站冠軍、68次杆位、155場頒獎台完賽和77次最快圈速。

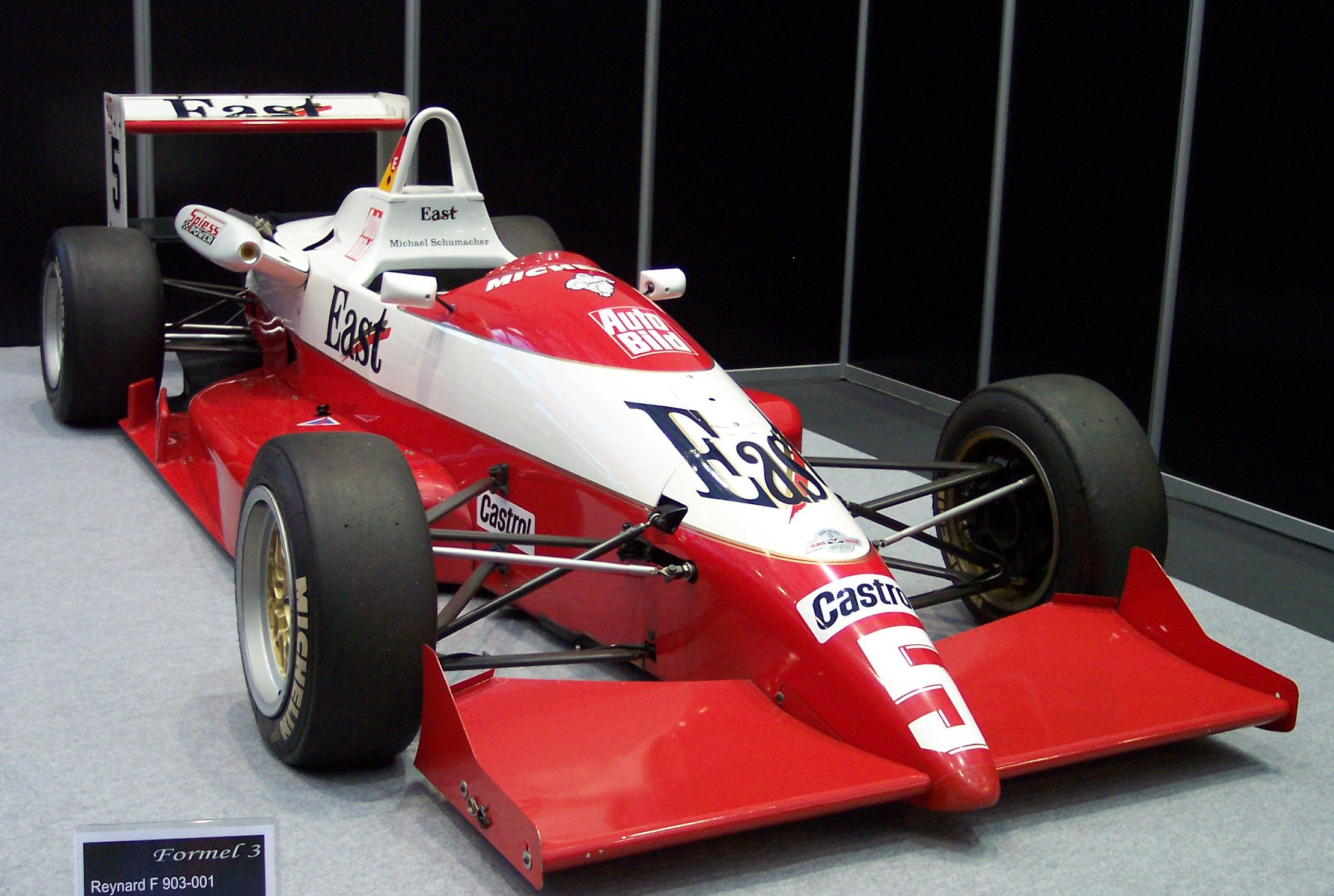
舒马赫在1990年三級方程式賽事中奪冠的賽車

舒马赫本已于2006赛季结束后退役，但由于費利·馬沙在2009赛季匈牙利站的排位賽中受伤，法拉利车队宣布从2009赛季欧洲站开始，舒马赫将复出，但之后舒马赫又宣布，由于颈伤，决定取消在匈牙利站复出的计划。2010年初，舒麥加正式宣佈復出，加盟前身為布朗車隊的梅赛德斯車隊。2012年10月，舒马赫宣布将在此赛季结束后再次退役。
2013年12月29日，舒馬克在法國阿爾卑斯山區滑雪時發生事故，頭部撞到岩石，嚴重受創陷入昏迷。2014年1月22日，舒馬赫自發生滑雪意外後陷入昏迷已超過3週，甦醒機率降低，專家預估舒馬赫可能成為永久性植物人。但时至2014年4月5日，舒马赫发言人宣布最新消息表示昏迷连续三个月的车王逐渐有些许甦醒迹象。2014年6月16日，舒馬克的發言人肯恩表示，舒馬克已脫離昏迷狀態，並離開滑雪意外後在法國接受治療的醫院，轉至瑞士醫院。
2019年7月31日，在2019年匈牙利大奖赛赛前，国际汽车联盟主席让·托德证实舒马赫苏醒，且可观看一級方程式賽車直播。而前一周的2019年德国大奖赛其子米克·舒马赫曾驾驶於2004年几乎战无不胜的法拉利车队F2004赛车出场表演。
其弟拉尔夫·舒马赫也是一級方程式車手，曾在德國參與德國房車賽，所以有时候也称迈克尔·舒马赫为“大舒马赫”。
其子米克·舒马赫於2021年賽季起也成為一級方程式車手。

## 早年經歷

### 出身背景
迈克尔·舒马赫出身於一個德國中產階級的家庭，父親為磚匠，也是一個卡丁賽車場的負責人，這種條件使他自幼即有機會從事卡丁車運動。儘管家庭經濟條件不甚富裕，但舒马赫的父親仍然替他爭取到了足夠的贊助，使得舒马赫很早就得以展露他的才華。

### 卡丁車時代
舒马赫自幼就參加卡丁車賽，1984、1985年他連續兩年取得德國青少年卡丁車總冠軍，1987年更獲得了歐洲卡丁車總冠軍，出色的表現使他受到了梅赛德斯-奔驰(Mercedes-Benz)車廠的讚賞，拔擢他參加F3以及房車賽事。

### 初階方程式時代
1990年，舒马赫獲得了德國F3總冠軍，並且參加了當年的，在最後一圈，舒马赫和芬蘭車手米高·夏健倫（Mika Hakkinen）發生碰撞，導致夏健倫退賽，舒马赫駕駛著後輪嚴重受損的賽車拿下了本次大賽的冠軍。

## 一級方程式

### 喬丹車隊時代

#### 1991年
1991年8月，舒马赫的贊助商梅赛德斯幫他取得了F1喬丹車隊（Jordan F1 Team）測試車手的席次。當時乔丹车队的车手Bertrand Gachot在伦敦闹事被判刑，雖然當時喬丹車隊的老闆艾迪·喬丹（Eddie Jordan）並不看好舒马赫，但梅赛德斯替舒马赫支付了十萬英鎊的出場費，因此舒马赫得到機會以付費車手的名義頂替Gachot出赛比利时站。初次參賽的舒马赫駕駛著沒有競爭力的喬丹賽車，在排位赛取得了惊人的第七位成績，雖然正式比赛中，由于赛车离合器故障，他在第一圈即退出比赛，但是他在F1出道戰的出色表現使他受到不少車隊的矚目。

### 贝纳通车队時代

#### 1991年
由於贝纳通车队(Benetton F1 Team）的車手莫瑞諾（Roberto Moreno）表現始終不理想，車隊總監布理亞托利(Flavio Briatore)看上了舒马赫的天分。经过一番斡旋，舒马赫在两周后就轉投贝纳通车队，并在他职业生涯的第二场比赛義大利蒙扎（Monza）站中取得第五名，並且接下來連續數站擊敗隊友三屆世界冠軍尼爾森·畢奇（Nelson Piquet）。

#### 1992年
1992年，舒马赫在大雨中的比利时站夺得个人第一座分站冠军。在本年法國站，舒马赫起跑後衝撞了艾尔顿·塞纳（Ayrton Senna）的賽車，導致對方退賽，並引發紅旗，塞纳在混亂中大聲斥責舒马赫。在德國站的練習賽中，兩人再次爆發衝突，事後塞纳嚴厲的警告舒马赫，但塞纳也感受到了年輕的舒马赫的威脅。本年舒马赫以53分的積分獲得了年度排名第三位的佳績，勝過了塞纳的50分。

#### 1993年
1993年，開幕戰南非站，舒马赫死命的追擊前方正在惡鬥中的艾尔顿·塞纳和阿兰·普罗斯特（Alain Prost），對兩位前輩造成了極大的壓力。另一個經典的纏鬥發生在第九站英國站，第九圈普罗斯特激戰後超過了塞纳，緊隨在後的舒马赫在十三圈时也超過了塞纳，令人感受到F1世代交替的時代來臨了。年終，他在車手年度排名得到第四位。

#### 1994年
1994年，舒马赫在前兩站連續擊敗開季前最被看好能夠奪下本年度世界冠軍的塞纳。第三站是義大利的聖瑪利諾站。該年當站比賽是F1史上最黑暗的一場比賽。共有含艾尔顿·塞纳兩位車手不幸車禍身亡，之後舒馬克雖然一度在積分榜遙遙領先，但接下來在第八站英國站，舒马赫在暖胎圈超車希爾。舒馬赫遭受黑旗懲罰並被要求回到維修區。但舒馬赫與車隊故意忽視此懲處。FIA 在賽後做出更嚴厲處罰，舒馬赫被禁止出賽兩場（有謠言指這是FIA為了挽救艾尔顿·塞纳過世後，F1比賽人氣低迷不振的危機所設計的陰謀），使得威廉士車隊（Williams F1 Team）的戴蒙·希爾（Damon Hill）能夠追趕上來。在最終戰澳洲站比賽前，舒马赫擁有積分一分領先的些微優勢。在該站比賽的第36圈，舒馬赫發生過彎失誤，希爾試圖利用此機會超車，最終兩人發生碰撞，兩人都因此退賽，都無法取得積分。舒马赫贏得個人第一座F1車手冠軍。也是德國籍賽車手第一次獲此殊榮。

#### 1995年
該年班尼頓車隊開始使用雷諾的引擎。舒马赫強勢的在全年17站中贏得9座分站冠軍，追平了奈傑爾·曼塞爾（Nigel Mansell）的紀錄，並且以積分超越第二名33分的成績衛冕了世界冠軍。成為F1史上最年輕獲得兩次冠軍的車手。並協助班尼頓車隊拿下隊史第一座F1車隊總冠軍。打破了90年代，迈凯伦车队與威廉士車隊宰制F1比賽的情況。該年舒馬赫在排位賽只有一次成績在第四名之後。該賽是在當年的第11站比利時站。舒馬赫雖在排位賽成績不佳，在正賽時第16名起跑，但卻依然奪下該站冠軍。

### 法拉利车队時代

#### 1996年
1996年，舒马赫和部分贝纳通车队的工程師轉投名門法拉利车队，當時的法拉利車隊已經低迷了十餘年，自1979年后再未获得车手年度总冠军，舒马赫的到來使得法拉利車隊得以重新振作，但是當年法拉利車隊的賽車仍難以和當時最強的威廉姆斯車隊的賽車抗衡，當年賽季成為了威廉姆斯車隊兩位車手戴蒙·希爾和新人傑克·維倫紐夫（Jacques Villeneuve）兩雄競爭的局面，舒马赫早早失去了爭冠的機會。結果在車手榜排第三。

#### 1997年
1997年，舒马赫以領先威廉姆斯車隊車隊的維倫紐夫僅一分積分的優勢進入了賽季閉幕戰歐洲站。比賽中，舒马赫故意撞击維倫紐夫的赛车，试图让維倫紐夫退出比赛。最终維倫紐夫得以繼續比賽獲得了世界冠軍，事後，FIA 對該事件進行聆訊與調查。最後舒马赫被FIA裁罰，取消了該年所有的積分以及名次。

#### 1998年
1998年，賽季一開始迈凯伦车队取得了領先的地位，但是舒马赫並未放棄，最後盡力追趕，贏得了六個分站的冠軍。在最終站日本站，舒马赫必須擊敗米高·夏健倫，才可以逆轉獲得年度冠軍。舒马赫雖然獲得竿位但起跑熄火，被迫在重跑時從後排起跑，雖然舒马赫奮力追擊，不久即跟上了領先集團，但隨後又在比賽中爆胎，因而失去了奪冠的機會。

#### 1999年
1999年，舒马赫開幕後表現甚佳績分領先，但不幸在第8站英国站發生事故而斷腿，长达三个月無法參加比賽，只能眼睜睜地看著賽季繼續進行而無能為力。在缺席7場比賽之後，舒马赫被車隊緊急徵召回來支援隊友艾迪·艾尔文（Eddie Irvine）和米卡·哈基宁爭奪世界冠軍，但最後功敗垂成。不過最終法拉利车队仍然奪下自1983年以來的首次车队冠军。

#### 2000年
2000年，在賽季中，舒马赫和夏健倫呈現激烈的拉鋸戰。賽季末，舒马赫四連勝擊敗了夏健倫，並且为法拉利车队贏得了自1979年以來整整21年後的首次车手年度世界冠軍，这也是他第三次夺此殊荣。

#### 2001年
2001年，舒马赫整個賽季均保持領先，在比利時站，舒马赫打破了普罗斯特保持的最多分站冠军（51勝）的记录。最終舒马赫輕鬆的蟬聯冠軍，這是他第四度獲得年度冠軍。

#### 2002年
2002年，舒马赫以壓倒性的優勢，全年獲得破紀錄的11座分站冠軍，並且創下賽季內每場比賽皆登上頒獎台的紀錄。最終舒马赫提前六站於法國站封王，成為傳奇車手胡安·曼努埃尔·范吉奥（Juan Manuel Fangio）之後第一個連續三年奪取世界冠軍的車手。

#### 2003年
2003年，由於接連兩年舒马赫以巨大的優勢壟斷比賽，讓F1的收視率一路低迷，迫使FIA大動作修改了沿用了半世紀，幾乎沒有什麼變化的積分制度，企圖縮小車手的分數差距。本年度舒马赫僅以微弱的优势保持領先，直到最後一站才分出勝負，艱苦的战胜了对手迈凯伦车队的（Kimi Räikkönen），以及威廉姆斯車隊的（Juan Pablo Montoya），第六次夺得车手总冠军，打破了范吉奥五次夺冠的记录，同时也为法拉利车队连续五年夺得车队总冠军。

#### 2004年
2004年，舒马赫气势如虹，開季連勝五場，不過在摩纳哥站的隧道中與蒙托亞碰撞而退出比赛，但之後又創下七連勝的紀錄，在開季後的十三場比賽一共取得十二場的勝利，重現了2002年絕對的優勢，使得本賽季早早失去了懸念。比利時站结束后，他以絕對的优势第七次夺得车手总冠军。并获得了创记录的148分。

#### 2005年

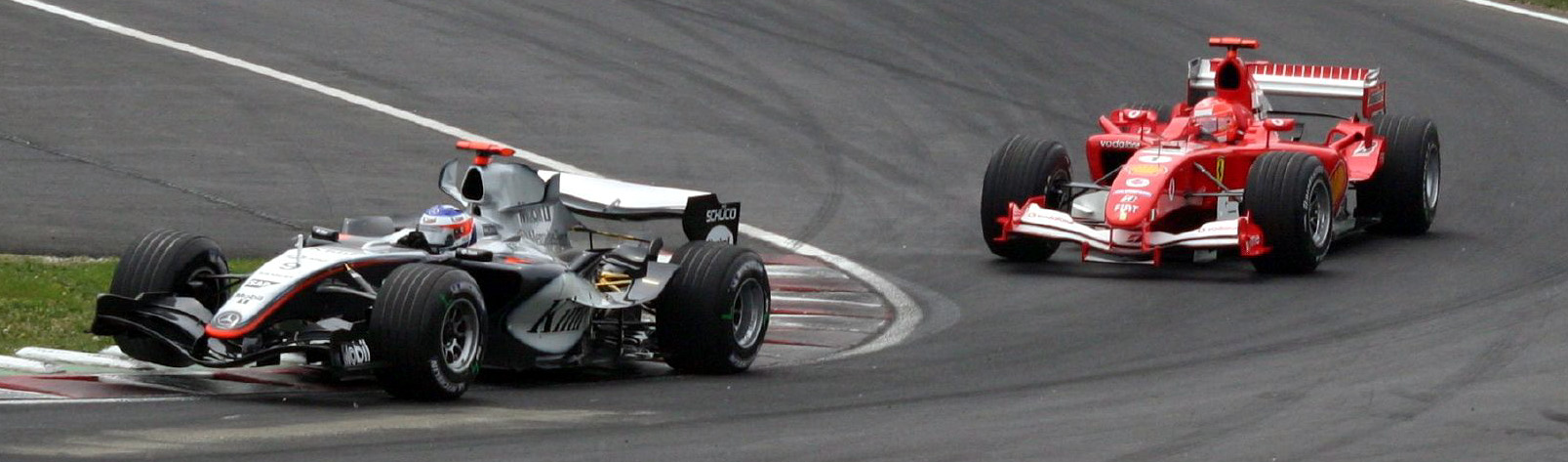
舒马赫在第四圈與拉高倫爭持較佳名次。

2005年，新的輪胎賽制以及車隊新車開發進度落後，低估其他車隊實力而以去年強勢奪冠的舊車所強化的F2004M，在比賽中出乎意料地完全沒有競爭力，法拉利車隊陷入前所未有的低潮，於第三站巴林大賽中趕忙推出的F2005也並沒有為車隊帶來任何優勢，身為「七冠王」的舒马赫，也跌落职业生涯的低谷，舒马赫開幕後运气不佳，多次遭到退赛的厄运，僅僅在美國站靠著使用米芝蓮輪胎的車隊全部以安全為由退賽，只有六輛賽車（且除了法拉利之外皆為毫無競爭力的小型車隊）參戰的情況之下，勉強拿到一座難堪的分站冠軍。最終舒马赫衛冕世界冠軍失利，敗給了雷諾車隊（Renault F1 Team）的费尔南多·阿隆索（Fernando Alonso），但仍在車手榜排第三。

#### 2006年
2006年，舒马赫在第四戰聖瑪利諾站得到第66次竿位，打破了塞纳保持的紀錄。不過在摩纳哥站的排位赛中，舒马赫在最后阶段不知為何，将赛车停在赛道中央，使其他车手减速慢行。在经过FIA长达8小时的调查后，選擇取消舒马赫的排位赛成绩。美国站前，在落后高達26分的不利情况下，舒马赫開始追擊领先的阿隆索，中国站後，他追平了阿隆索的积分，重燃了夺得第八个年度车手冠军的希望，不過在日本鈴鹿站他的法拉利賽車爆缸，使他挑戰冠軍的夢想破滅。雖然在巴西站仍有機會奪冠，但最終只能取得一席第四。舒马赫在義大利站賽後（2006年9月10日）正式宣佈將在2006年賽季結束後退休。不过在2008年舒马赫再次加盟法拉利車隊，但只是車隊的賽事顧問，偶爾也會適當承擔試車任務。業余時間內參加各種慈善活動（以慈善足球賽為主），同時也活躍在業余摩托車賽場上。曾經參與超級摩托車比賽。

#### 2009年
由于法拉利车队车手菲利佩·马萨7月25日在2009年匈牙利大奖赛的排位赛第二阶段比赛中受伤，法拉利车队于7月29日宣布舒马赫将复出驾驶马萨的赛车参加比赛，直到马萨身体恢复可以重返赛场。8月23日的欧洲大奖赛将是舒马赫复出后的首场比赛。然而，由于2月的摔车事故留下的颈伤仍未完全恢复，8月11日，舒马赫决定取消复出计划。

### 梅赛德斯車隊時代

#### 2010年
舒马赫宣佈复出，并加入梅赛德斯車隊。季初曾連續四次輸給隊友尼科·罗斯伯格。最好的成績在西班牙及土耳其站取得第四。在阿布扎比站與印度力量車隊维塔托尼奥·柳齐發生嚴重意外後完結整季賽事，結果以第九名完成整個賽季。

#### 2011年
舒马赫在這季的表現仍然慢熱，表現不及隊友罗斯伯格完整，在加拿大站取得第四名。在比利時站征戰F1的20週年慶典大賽上在排位賽中卻遇到麻煩，因為後車輪在Q1脫落導致退賽，從而只能在末位發車但最後卻以第5名完賽升幅高達19位，這也是本賽季以來的最強記錄，使舒马赫的排位返回第八位。

#### 2012年
舒马赫與新戰車MGP W03在排位賽的表現相當理想，其中2012年馬來西亞大獎賽的排位賽更創下了他復出以來最好的成績，更是他自2006年日本大獎賽之後首次進入三甲。可惜正賽欠乏運氣，澳洲站因排檔故障退出，馬來西亞站起步第一圈被車手格罗斯让（Romain Grosjean）碰撞，結果僅以第十名完賽。舒马赫在季內第八場賽事歐洲站中取得第三，相隔五年多後，再度踏上頒獎台之上。舒马赫在本赛季第11站比利时大奖赛完成了其职业生涯第300场比赛。
10月4日，舒马赫表示将于2012赛季结束时退役，并最终以车手积分榜第13名的成绩结束了他的职业生涯。

## 个人生活
迈克尔·舒马赫的弟弟拉尔夫·舒马赫也曾是一名一级方程式赛车手（1997年-2007年），之后他参加了德国房车大师赛的赛事，在2012年后他转任赛事的组织工作。除了德語和英語，他也能說流利義大利語。
迈克尔·舒马赫与科琳娜·贝彻相识于1991年，两人于1995年结婚。他与科琳娜有2个孩子，女儿吉娜和儿子米克。
迈克尔·舒马赫是个狂热的足球迷，在他在瑞士的家埃希尚，他是当地足球俱乐部埃希尚FC的在籍球员。而在参加一级方程式期间，他也经常组织车手举行足球慈善赛。
迈克尔·舒马赫曾在英國BBC2台的汽車節目Top Gear（2009年6月21日一集）中，身穿當節目的試車手The Stig的衣服，駕駛其擁有的法拉利FXX在測試賽道進行計時，但為證明The Stig是另有其人，制作人故意地讓他在廉價車計時環節中，不作出圈速下直接駛出賽道，不留下成績。
2010年4月，由法国总理菲永亲自授予法国荣誉军团勋章第五级的军官勋位。

### 2013年滑雪意外
2013年12月29日，舒馬克與兒子於法國阿爾卑斯山滑雪時意外跌倒，因頭部撞擊到石頭导致創傷性腦損傷並昏迷。據報他當時在安全區以外滑雪，事發後由兩名巡邏員發現，在通報後15分鐘內被空運到位於穆捷的醫院，隨後轉送到格勒諾布爾大學醫院（Centre hospitalier universitaire de Grenoble）並進行腦外科手術，情況危殆，當晚10時40分，醫院聲明證實「舒馬克情況危殆，頭顱受到重創昏迷，須即時進行神經外科手術」。舒馬克腦內出血，現時仍有生命危險。12月31日，他的醫生公佈施行第二次手術，舒馬克狀況较前一日有輕微改善，但仍未脫離危險期。2014年2月14日，德媒报道，舒马赫的病情没有出现好转的迹象，还出现了肺部感染。
2014年6月16日，舒麥加的經理人發表聲明，指舒马赫已经苏醒，而且已經離開法國的醫院，轉到瑞士洛桑一間醫院，開始長時間的康復治療。
2018年12月，在舒马赫即将迎来50岁生日之际，多家媒体报道舒马赫现今居住在自己家中，且非卧床不起的状态，无需依靠插管维持生命，但仍需接受非常细致的护理。

## 爭議
1998年比利時站，在傾盆大雨中舒马赫和迈凯伦车队的大衛·庫塔（David Coulthard）擦撞，舒马赫的法拉利賽車右前輪脫落，舒马赫開回維修站後冲向迈凯伦车队的車庫指控庫塔謀殺，這項舉動并沒有受到處罰。一直有传言称是迈凯伦车队指使古達撞上舒马赫的，以確保該站已退賽的夏健倫積分不致被舒马赫超越，不過，古達曾在2003年的一次采访中指出他当时认为舒马赫要从另一侧冒險超越他，他為求安全减速才引起事故。

## 主要紀錄
世界冠軍次數：7次，与咸美頓並列史上第一。2020年由汉密尔顿在土耳其大奖赛后確定追平紀錄。
世界冠軍連霸次數：5次，史上第一。第二名胡安·曼努埃尔·范吉奥、塞巴斯蒂安·維泰爾、路易斯·咸美頓、馬克斯·維斯塔潘紀錄為4次
分站冠軍次數：91座，史上第二。2020年由汉密尔顿在葡萄牙大獎賽締造的92座所取代。
杆位次數：68次，史上第二。2017年由汉密尔顿在義大利大獎賽締造的69次所取代。
最快單圈次數：77次，史上第一。第二名咸美頓紀錄為65次。
生涯積分：1566分，史上第八。在2010年大幅修改積分系統後，這項紀錄已被取代。

## 歷年成績
| 賽季 | 車隊         | 出賽 | 桿位 | 最快圈速 | 分站冠軍 | 頒獎台 | 積分 | 年度排名             |
| ---- | ------------ | ---- | ---- | -------- | -------- | ------ | ---- | -------------------- |
| 1991 | 喬丹車隊     | 1    | 0    | 0        | 0        | 0      | 0    |                      |
| 1991 | 贝纳通车队   | 5    | 0    | 0        | 0        | 0      | 4    | 第13名               |
| 1992 | 贝纳通车队   | 16   | 0    | 2        | 1        | 8      | 53   | 第三名               |
| 1993 | 贝纳通车队   | 16   | 0    | 5        | 1        | 9      | 52   | 第四名               |
| 1994 | 贝纳通车队   | 14   | 6    | 8        | 8        | 10     | 92   | 世界冠軍             |
| 1995 | 贝纳通车队   | 17   | 4    | 8        | 9        | 11     | 102  | 世界冠軍             |
| 1996 | 法拉利車隊   | 16   | 4    | 2        | 3        | 8      | 59   | 第三名               |
| 1997 | 法拉利車隊   | 17   | 3    | 3        | 5        | 8      | 78   | 取消名次（原為第二） |
| 1998 | 法拉利車隊   | 16   | 3    | 6        | 6        | 11     | 86   | 第二名               |
| 1999 | 法拉利車隊   | 10   | 3    | 5        | 2        | 6      | 44   | 第五名               |
| 2000 | 法拉利車隊   | 17   | 9    | 2        | 9        | 12     | 108  | 世界冠軍             |
| 2001 | 法拉利車隊   | 17   | 11   | 3        | 9        | 14     | 123  | 世界冠軍             |
| 2002 | 法拉利車隊   | 17   | 7    | 7        | 11       | 17     | 144  | 世界冠軍             |
| 2003 | 法拉利車隊   | 16   | 5    | 5        | 6        | 8      | 93   | 世界冠軍             |
| 2004 | 法拉利車隊   | 18   | 8    | 10       | 13       | 15     | 148  | 世界冠軍             |
| 2005 | 法拉利車隊   | 19   | 1    | 3        | 1        | 5      | 62   | 第三名               |
| 2006 | 法拉利車隊   | 18   | 4    | 7        | 7        | 12     | 121  | 第二名               |
| 2010 | 梅赛德斯車隊 | 19   | 0    | 0        | 0        | 0      | 72   | 第九名               |
| 2011 | 梅赛德斯車隊 | 18   | 0    | 0        | 0        | 0      | 76   | 第八名               |
| 2012 | 梅赛德斯車隊 | 20   | 0    | 0        | 0        | 1      | 49   | 第十三名             |
| 22年 |              | 307  | 68   | 77       | 91       | 155    | 1566 |                      |

### 一級方程式詳細成績
(圖示) (粗體為桿位，斜體為最快圈速)
| 年份   | 車隊                            | 赛车            | 引擎                     | 1      | 2      | 3        | 4       | 5      | 6      | 7      | 8      | 9      | 10     | 11     | 12     | 13     | 14     | 15     | 16     | 17     | 18     | 19      | 20     | 排名     | 分數 |
| ------ | ------------------------------- | --------------- | ------------------------ | ------ | ------ | -------- | ------- | ------ | ------ | ------ | ------ | ------ | ------ | ------ | ------ | ------ | ------ | ------ | ------ | ------ | ------ | ------- | ------ | -------- | ---- |
| 1991年 | 七喜佐敦車隊                    | 佐敦 191        | 福特 HB 3.5 V8           | 美     | 巴     | 聖       | 摩      | 加     | 墨     | 法     | 英     | 德     | 匈     | 比 Ret |        |        |        |        |        |        |        |         |        | 第14     | 4    |
| 1991年 | 駱駝贝纳通车队                  | 贝纳通 B191     | 福特 HB 3.5 V8           |        |        |          |         |        |        |        |        |        |        |        | 5      | 葡 6   | 西 6   | 日 Ret | 澳 Ret |        |        |         |        | 第14     | 4    |
| 1992年 | 駱駝贝纳通车队                  | 贝纳通 B191B    | 福特 HB 3.5 V8           | 南 4   | 墨 3   | 巴 3     |         |        |        |        |        |        |        |        |        |        |        |        |        |        |        |         |        | 季軍     | 53   |
| 1992年 | 駱駝贝纳通车队                  | 贝纳通 B192     | 福特 HB 3.5 V8           |        |        |          | 西 2    | 聖 Ret | 摩 4   | 加 2   | 法 Ret | 英 4   | 德 3   | 匈 Ret | 比 1   | 3      | 葡 7   | 日 Ret | 澳 2   |        |        |         |        | 季軍     | 53   |
| 1993年 | 駱駝贝纳通车队                  | 贝纳通 B193     | 福特 HB 3.5 V8           | 南 Ret | 巴 3   |          |         |        |        |        |        |        |        |        |        |        |        |        |        |        |        |         |        | 第4      | 52   |
| 1993年 | 駱駝贝纳通车队                  | 贝纳通 B193B    | 福特 HB 3.5 V8           |        |        | 歐 Ret   | 聖 2    | 西 3   | 摩 Ret | 加 2   | 法 3   | 英 2   | 德 2   | 匈 Ret | 比 2   | Ret    | 葡 1   | 日 Ret | 澳 Ret |        |        |         |        | 第4      | 52   |
| 1994年 | 七星贝纳通车队                  | 贝纳通 B194     | 福特 Zetec-R 3.5 V8      | 巴 1   | 太 1   | 聖 1     | 摩 1    | 西 2   | 加 1   | 法 1   | 英 DSQ | 德 Ret | 匈 1   | 比 DSQ | Ex     | 葡 Ex  | 歐 1   | 日 2   | 澳 Ret |        |        |         |        | 世界冠軍 | 92   |
| 1995年 | 七星贝纳通车队                  | 贝纳通 B195     | 雷諾 RS7 3.0 V10         | 巴 1   | 阿根 3 | 聖 Ret   | 西 1    | 摩 1   | 加 5   | 法 1   | 英 Ret | 德 1   | 匈 Ret | 比 1   | Ret    | 葡 2   | 歐 1   | 太 1   | 日 1   | 澳 Ret |        |         |        | 世界冠軍 | 102  |
| 1996年 | 法拉利車隊                      | 法拉利 F310     | 法拉利 046 3.0 V10       | 澳 Ret | 巴 3   | 阿根 Ret | 歐 2    | 聖 2   | 摩 Ret | 西 1   | 加 Ret | 法 DNS | 英 Ret | 德 4   | 匈 9   | 比 1   | 1      | 葡 3   | 日 2   |        |        |         |        | 季軍     | 59   |
| 1997年 | 法拉利萬寶路車隊                | 法拉利 F310B    | 法拉利046/2 3.0V10       | 澳 2   | 巴 5   | 阿根 Ret | 聖 2    | 摩 1   | 西 4   | 加 1   | 法 1   | 英 Ret | 德 2   | 匈 4   | 比 1   | 6      | 奧 6   | 盧 Ret | 日 1   | 歐 Ret |        |         |        | DSQ*     | 78   |
| 1998年 | 法拉利萬寶路車隊                | 法拉利 F300     | 法拉利047 3.0V10         | 澳 Ret | 巴 3   | 阿根 1   | 聖 2    | 西 3   | 摩 10  | 加 1   | 法 1   | 英 1   | 奧 3   | 德 5   | 匈 1   | 比 Ret | 1      | 盧 2   | 日 Ret |        |        |         |        | 亚軍     | 86   |
| 1999年 | 法拉利萬寶路車隊                | 法拉利 F399     | 法拉利048 3.0 V10        | 澳 8   | 巴 2   | 聖 1     | 摩 1    | 西 3   | 加 Ret | 法 5   | 英 Ret | 奧 Inj | 德 Inj | 匈 Inj | 比 Inj | Inj    | 歐 Inj | 馬 2   | 日 2   |        |        |         |        | 第5      | 44   |
| 2000年 | 法拉利萬寶路車隊                | 法拉利 F-2000   | 法拉利049 3.0 V10        | 澳 1   | 巴 1   | 聖 1     | 英 3    | 西 5   | 歐 1   | 摩 Ret | 加 1   | 法 Ret | 奧 Ret | 德 Ret | 匈 2   | 比 2   | 1      | 美 1   | 日 1   | 馬 1   |        |         |        | 世界冠軍 | 108  |
| 2001年 | 法拉利萬寶路車隊                | 法拉利 F2001    | 法拉利050 3.0 V10        | 澳 1   | 馬 1   | 巴 2     | 聖 Ret  | 西 1   | 奧 2   | 摩 1   | 加 2   | 歐 1   | 法 1   | 英 2   | 德 Ret | 匈 1   | 比 1   | 4      | 美 2   | 日 1   |        |         |        | 世界冠軍 | 123  |
| 2002年 | 法拉利萬寶路車隊                | 法拉利 F2001    | 法拉利050 3.0 V10        | 澳 1   | 馬 3   |          |         |        |        |        |        |        |        |        |        |        |        |        |        |        |        |         |        | 世界冠軍 | 144  |
| 2002年 | 法拉利萬寶路車隊                | 法拉利 F2002    | 法拉利051 3.0 V10        |        |        | 巴 1     | 聖 1    | 西 1   | 奧 1   | 摩 2   | 加 1   | 歐 2   | 英 1   | 法 1   | 德 1   | 匈 2   | 比 1   | 2      | 美 2   | 日 1   |        |         |        | 世界冠軍 | 144  |
| 2003年 | 法拉利萬寶路車隊                | 法拉利 F2002    | 法拉利051 3.0 V10        | 澳 4   | 馬 6   | 巴 Ret   | 聖 1    |        |        |        |        |        |        |        |        |        |        |        |        |        |        |         |        | 世界冠軍 | 93   |
| 2003年 | 法拉利萬寶路車隊                | 法拉利 F2003-GA | 法拉利052 3.0 V10        |        |        |          |         | 西 1   | 奧 1   | 摩 3   | 加 1   | 歐 5   | 法 3   | 英 4   | 德 7   | 匈 8   | 1      | 美 1   | 日 8   |        |        |         |        | 世界冠軍 | 93   |
| 2004年 | 法拉利萬寶路車隊                | 法拉利 F2004    | 法拉利053 3.0 V10        | 澳 1   | 馬 1   | 巴林 1   | 聖 1    | 西 1   | 摩 Ret | 歐 1   | 加 1   | 美 1   | 法 1   | 英 1   | 德 1   | 匈 1   | 比 2   | 2      | 中 12  | 日 1   | 巴西 7 |         |        | 世界冠軍 | 148  |
| 2005年 | 法拉利萬寶路車隊                | 法拉利 F2004M   | 法拉利054 3.0 V10        | 澳 Ret | 馬 7   |          |         |        |        |        |        |        |        |        |        |        |        |        |        |        |        |         |        | 季軍     | 62   |
| 2005年 | 法拉利萬寶路車隊                | 法拉利 F2005    | 法拉利055 3.0 V10        |        |        | 巴林 Ret | 聖 2    | 西 Ret | 摩 7   | 歐 5   | 加 2   | 美 1   | 法 3   | 英 6   | 德 5   | 匈 2   | 土 Ret | 10     | 比 Ret | 巴西 4 | 日 7   | 中 Ret  |        | 季軍     | 62   |
| 2006年 | 法拉利萬寶路車隊                | 法拉利 248 F1   | 法拉利056 2.4 V8         | 巴林 2 | 馬 6   | 澳 Ret   | 聖 1    | 歐 1   | 西 2   | 摩 5   | 英 2   | 加 2   | 美 1   | 法 1   | 德 1   | 匈 8   | 土 3   | 1      | 中 1   | 日 Ret | 巴西 4 |         |        | 亚軍     | 121  |
| 2010年 | 梅賽德斯GP馬石油一級方程式車隊  | 梅赛德斯MGP W01 | 梅賽德斯-奔馳 FO 108X V8 | 巴林 6 | 澳 10  | 馬 Ret   | 中 10   | 西 4   | 摩 12  | 土 4   | 加 11  | 欧 15  | 英 9   | 德 9   | 匈 11  | 比 7   | 9      | 新 13  | 日 6   | 韓 4   | 巴西 6 | 阿 Ret  |        | 第9      | 72   |
| 2011年 | 梅賽德斯GP馬石油一級方程式車隊  | 梅赛德斯MGP W02 | 梅賽德斯-奔馳 FO 108Y V8 | 澳 Ret | 馬 9   | 中 8     | 土 12   | 西 6   | 摩 Ret | 加 4   | 欧 17  | 英 9   | 德 8   | 匈 Ret | 比 5   | 5      | 新 Ret | 日 6   | 韩 Ret | 印 5   | 阿 7   | 巴西 15 |        | 第8      | 76   |
| 2012年 | 梅賽德斯AMG馬石油一級方程式車隊 | 梅赛德斯MGP W03 | 梅賽德斯-奔馳 FO 108Z V8 | 澳 Ret | 馬 10  | 中 Ret   | 巴林 10 | 西 Ret | 摩 Ret | 加 Ret | 欧 3   | 英 7   | 德 7   | 匈 Ret | 比 7   | 6      | 新 Ret | 日 11  | 韩 13  | 印 22† | 阿 11  | 美 16   | 巴西 7 | 第13     | 49   |

‡由於未能完成原定賽程的75%，車手只有一半分數。
†未完赛，但已完成赛事总里程的90%。

## 慈善活動
舒馬克是聯合國教科文組織的特別大使，捐出了150萬歐元。此外亦喜歡踢足球，效力當地球隊FC Echichens，他亦參與多項慈善足球活動以及一級方程式車手之間足球比賽交流，更經常有進球。
2004年印度洋大地震（一般簡稱印度洋海嘯或南亞海嘯），舒馬赫捐出了1000萬美元，成為全世界以個人名義捐款者裡，金額最高的一位。

## 軼事
2007年12月，舒马赫搭乘計程车時为了赶飞机，在計程车司机允許下，由舒马赫自己親自駕駛計程车，将自己和家人按时送到机场。據計程車司機複述，當時舒马赫展示神乎其技的駕駛技術，衝過一些一般人認為不可能的地方，使得計程車司機也為之驚訝，計程車司機展示舒马赫為他所簽的名，也說舒马赫為人豪爽，給了他不錯的小費，但他拒絕向媒體透露舒马赫當時駕駛的車速。

## 外部連結
- 舒馬克官方網站 （页面存档备份，存于）